# Deirdre (canción)
«Deirdre» es una canción escrita por Bruce Johnston y Brian Wilson para la banda estadounidense de rock The Beach Boys. Fue editada en el álbum Sunflower de 1970 y como lado B del sencillo "Long Promised Road". El corte no entró en las listas ni estadounidenses ni británicas. Cuando se le preguntó por esta canción en 2013, Johnston dijo: 

Escribí toda la música de la canción y comencé a escribir la letra con Brian, aunque ese no es su punto fuerte, aunque debemos recordar que Brian escribió todas las letras de canciones como "Surfer Girl" y "'Til I Die". Así que "Deirdre" fue una especie de canción mía y la dividí 50/50 con él. Realmente se trata de un 99% de mi bebé.

En 1977, Johnston regrabó esta canción para su álbum solista Going Public.

## Recepción crítica
La revista Rolling Stone dijo: "Podría ser que los Beach Boys influenciaron a cualquiera".

## Grabación
"Deirdre" fue grabada el 21 de febrero y el 21 de marzo de 1969, en los estudios de Gold Star Studios, siendo una de las pocas canciones de Sunflower que no fueron grabadas en el estudio de la casa de Brian Wilson.

## Usos
En 1994, se tomaron partes de "Deirdre" para el videojuego EarthBound. Una muestra de la introducción a capela de la canción se organiza en la música para la zona de la Cave of the Past, cerca del final del juego. Esta muestra fue utilizada a su vez en el videojuego Undertale de 2015 como un instrumento en la música de batalla "Amalgam".